# Кошелєв Станіслав Дмитрович
Станіслав Дмитрович Ко́шелєв (нар. 5 липня 1930, Дніпропетровськ — пом. 17 вересня 1991, Київ) — українськи радянський скульптор; член Спілки радянських художників України з 1959 року. Батько скульпторки Марини Чуб, дід скульптора Дмитра Чуба.

## Біографія
Народився 5 липня 1930 року в місті Дніпропетровську (нині Дніпро, Україна). 1951 рок закінчив Дніпропетровське художнє училище; 1957 року — Київський художній інститут, де навчався зокрема у Макара Вронського, Михайла Лисенка, Івана Макогона, Олексія Олійника, Макса Гельмана.
Жив у Києві, в будинку на вулиці Дашавській, № 27, квартира № 44. Помер у Києві 17 вересня 1991 року.

## Творчість
Працював у галузі станкової скульптури. Автор портретів, багатофігурних композицій. Серед робіт:
- «Тачанка» (1956);
- «Чапаєвська тачанка» (1957);
- «Легенда про минуле» (1957, теракота);
- «Доярка» (1958, гіпс тонований);
- «Дано наказ» (1958, теракота);
- «Григорій Котовський» (1960, гіпс тонований);
- «Тарас Бульба на багатті» (1960, теракота);
- «Леся Українка» (1961);
- «Руслан і Людмила» (1961, майоліка);
- «Сім'я» (1964, оргскло);
- «За владу Рад» (1967);
- «Рік 1905» (1969, оргскло тоноване);
- «Івасик-Телесик» (1972).

Автор скульптури «Дівчинка з санчатами», що серійно виготовлялася на Полонському заводі художньої кераміки.
Брав участь у республіканських та всесоюзних виставках з 1956 року. 